# Ґрабова (гміна Потворув)
Ґрабова (пол. Grabowa) — село в Польщі, у гміні Потворув Пшисуського повіту Мазовецького воєводства.
Населення — 416 осіб (2011).
У 1975-1998 роках село належало до Радомського воєводства.

## Демографія
Демографічна структура станом на 31 березня 2011 року:
|          | Загалом | Допрацездатний вік | Працездатний вік | Постпрацездатний вік |
| -------- | ------- | ------------------ | ---------------- | -------------------- |
| Чоловіки | 193     | 36                 | 140              | 17                   |
| Жінки    | 223     | 52                 | 125              | 46                   |
| Разом    | 416     | 88                 | 265              | 63                   |